# 神谷ゆう子
神谷 ゆう子（かみたに ゆうこ、1985年10月24日 - ）は日本のタレント。本名、神谷悠子
。大阪府出身。所属事務所は松竹芸能。血液型A型。

## 人物
デビュー時、ワンエイトプロモーションに所属し、レースクイーン、キャンペーンガール、撮影会モデルなどの活動の他、関西テレビ「りえむら」内ユニットnewnewとしてレギュラー出演していたが、2006年同社大阪事務所閉鎖に伴い松竹芸能へ移籍した。
「りえむら」及び「南海パラダイス」では、毎週、その巨乳を強調するような胸元の開いたファッションで登場し、山里亮太から突っ込まれるお約束のネタの他、大食いキャラ、そして運動系のロケでは体の固さ、運動音痴ぶりを発揮した。2007年9月28日深夜の放送で「南海パラダイス」のnewnewを卒業した。
2008年8月、宮下ジェイミー静と共に漫才コンビ「Mix」を結成。松竹芸能タレントスクールのライブに出演している。
現在は今までの経験を生かし、様々な企業の式典や、スポーツ大会の司会、各番組のMCとして幅広く活動している。
趣味・特技は料理。リバーシ、水泳、美容研究、ジムトレーニング、加圧トレーニング。
資格は全商簿記2級、珠算2級。ベビーヨガ講師、温泉ソムリエ検定、インファイトサイン講師 。

## 出演番組
- おはようコールABC（ABCテレビ、リポーター、2010年4月-2014年9月23日）
- ABCミュージックパラダイス（ABCラジオ、火曜日担当、2009年4月7日-2009年6月30日）
- ミューパラ アグレッシブ（ABCラジオ、2009年7月10日-2010年4月2日）
- ABCミュージック21（ABCラジオ、2008年4月3日-2009年4月2日）

2008年4月-9月木曜日担当、2008年10月-2009年4月水・木曜日担当
- ぶらばん（姫路ケーブルテレビ 毎日10:00〜10:45／17:00〜17:45）
- スタジアムへ行こう（　一部を除く関西全域）
- やのぱんの生活情報部（KBS京都テレビ、月曜日担当、2011年10月3日-）
- 全部見せます!ゴルフシリーズ（スカイ・Ａ、リポーター、2014年4月-）
- ユニバーサルジャパンでTKO　（J:COMコミュニティチャンネル　ゲスト出演）

映画
2010年テレビ朝日製作　　「宇宙で一番ワガママな星」　　出演

## DVD
神谷ゆう子 KAMITANI YUKO（2005年）